# Phyllodoce aleutica
Phyllodoce aleutica là một loài thực vật có hoa trong họ Thạch nam. Loài này được (Spreng.) A. Heller miêu tả khoa học đầu tiên năm 1900.

## Hình ảnh

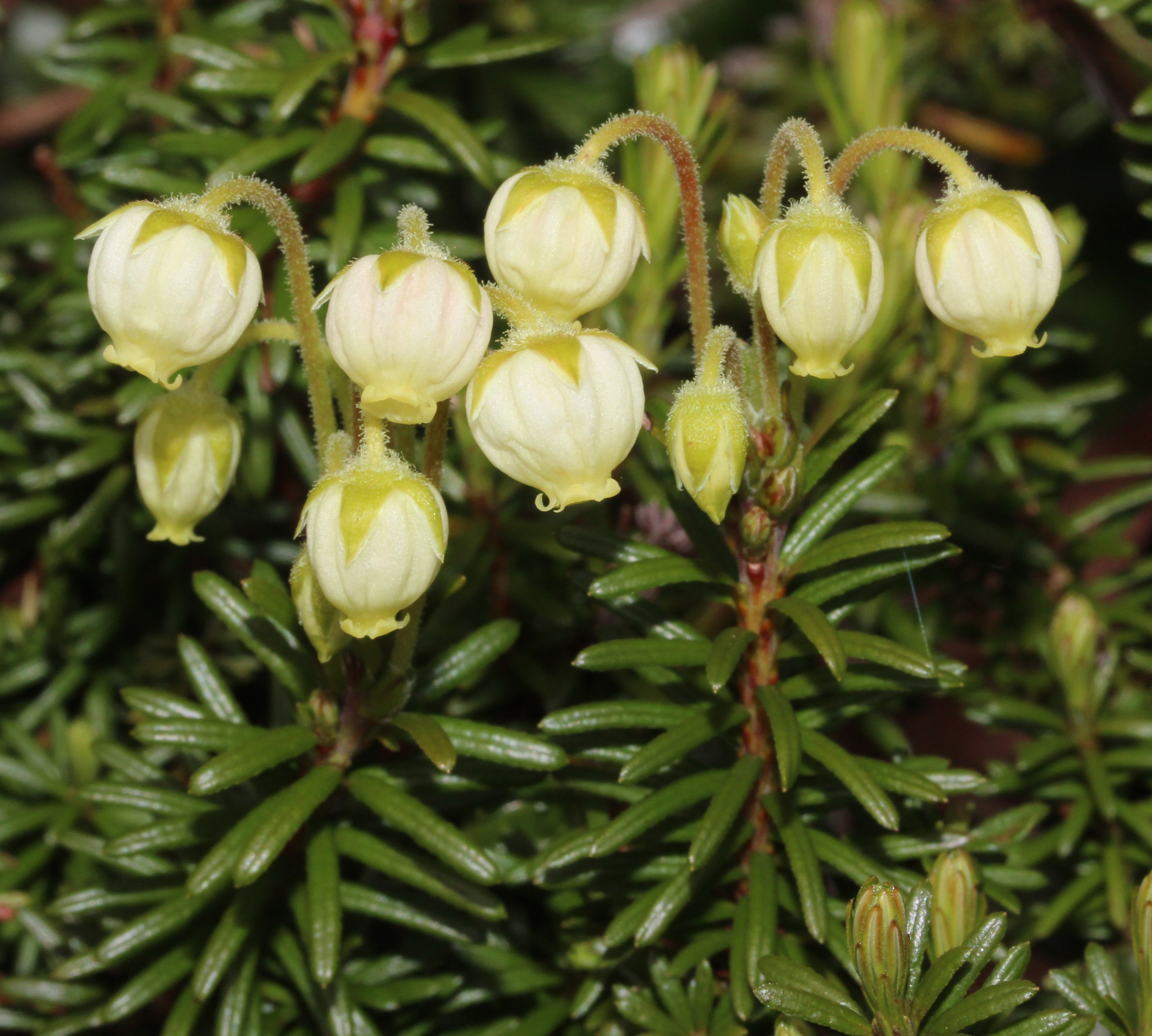
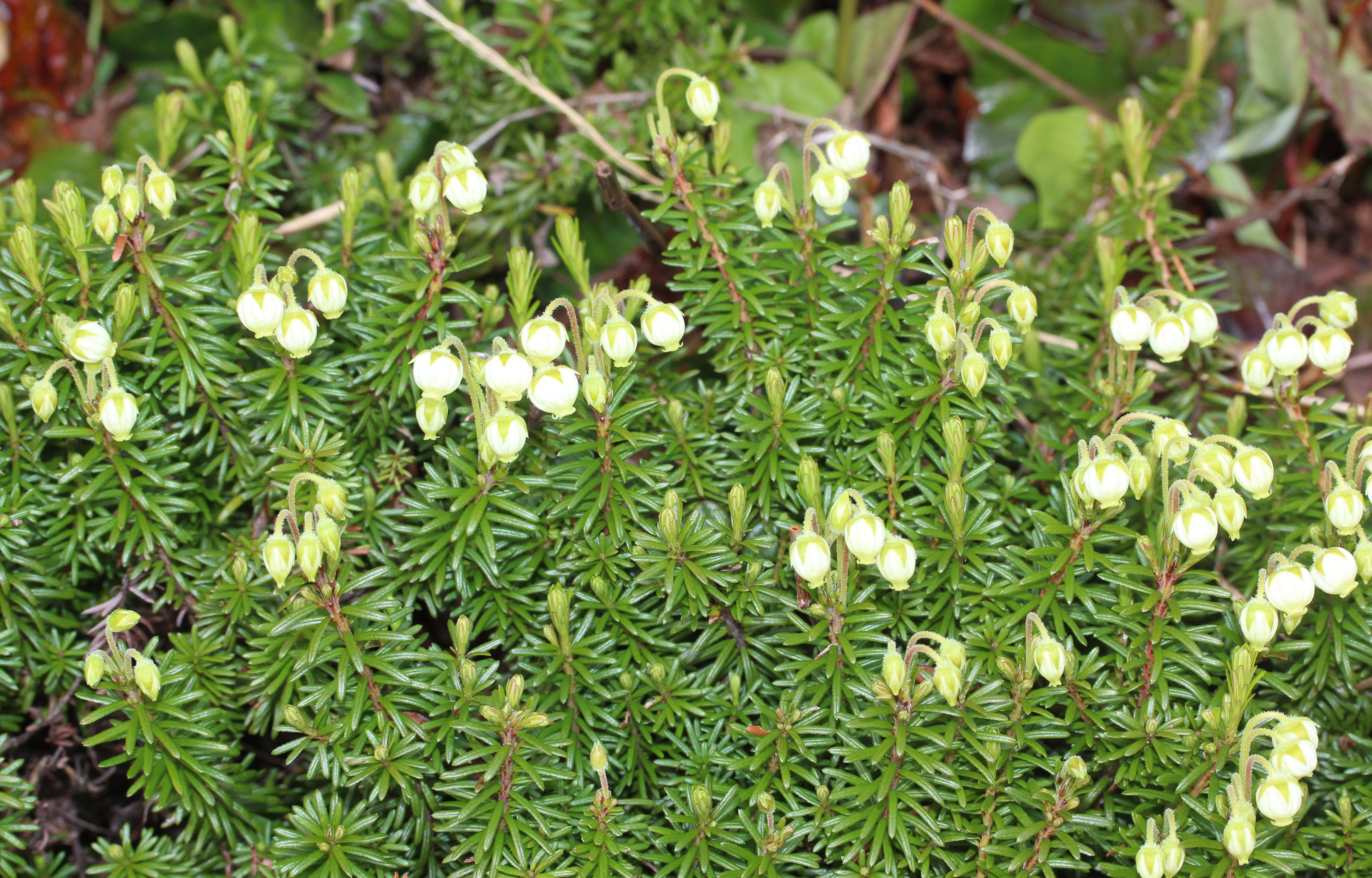
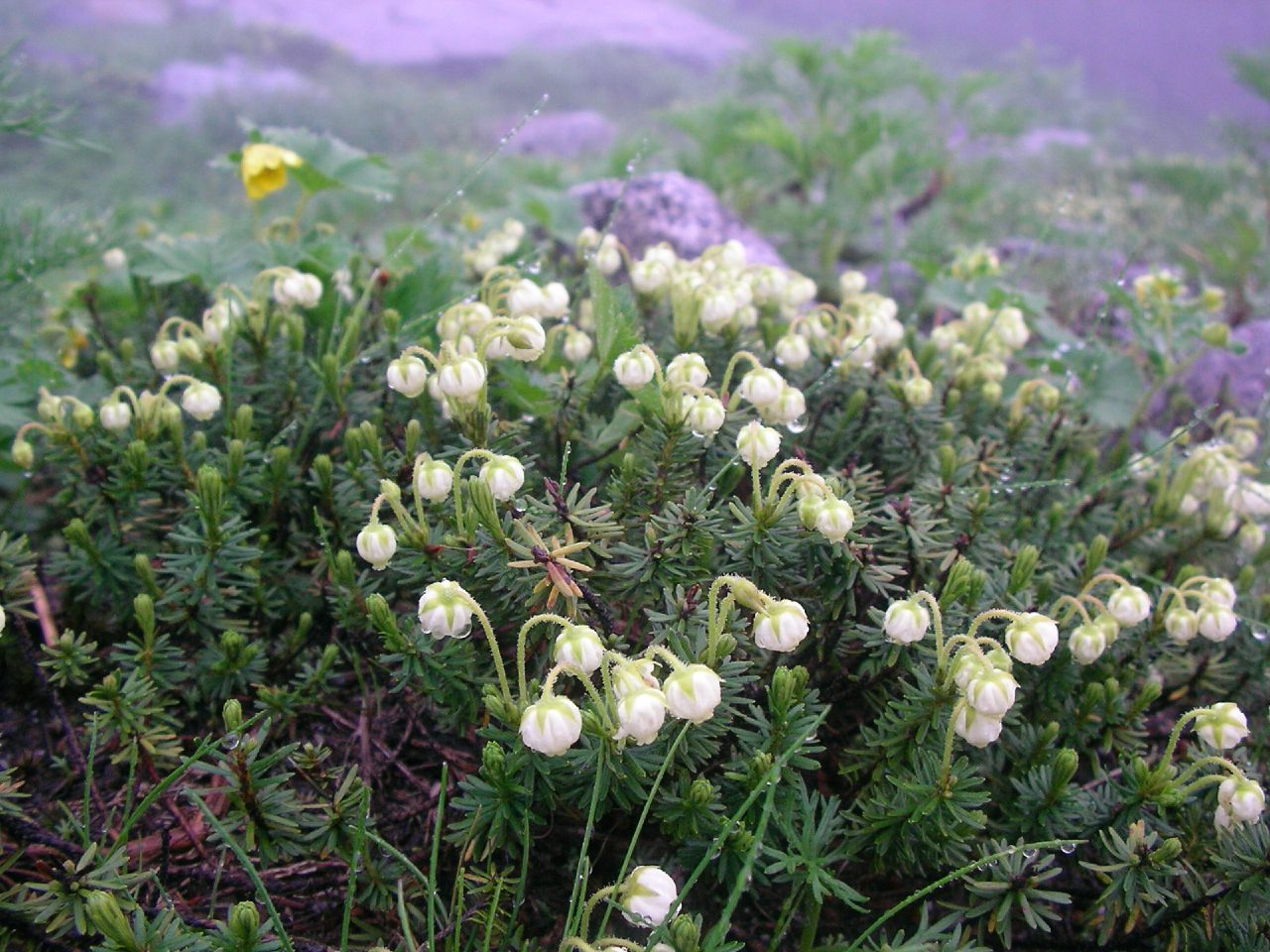
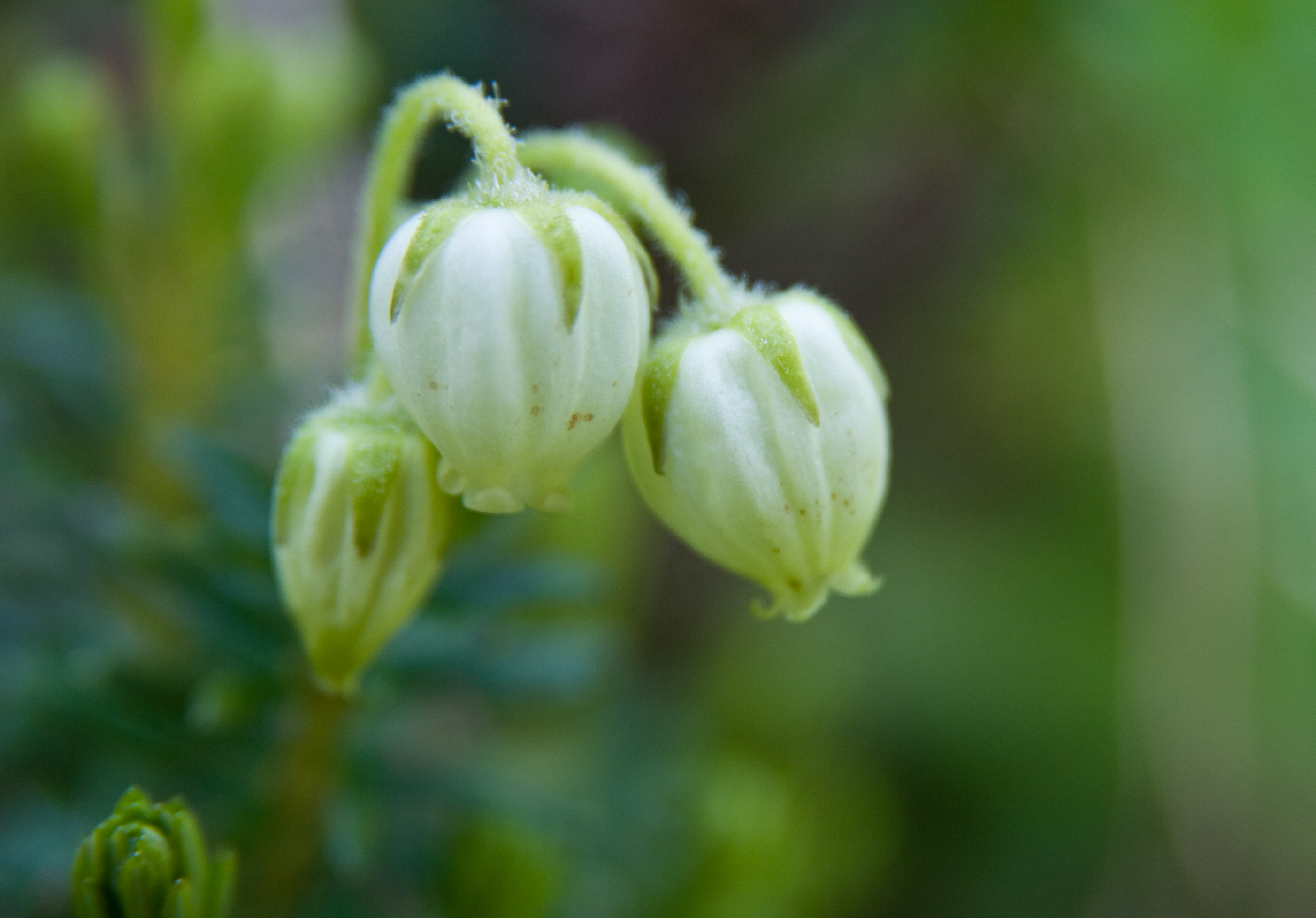